# Bill Gore
Wilbert Lee „Bill“ Gore (* 25. Januar 1912 in Meridian, Idaho; † 26. Juli 1986 in Lander, Wyoming) war ein US-amerikanischer Geschäftsmann und Unternehmer. Mit seiner Ehefrau Genevieve gründete er das Unternehmen W. L. Gore & Associates. Gore hielt zahlreiche Patente auf den Gebieten von Kunststoffen, Fluorcarbonen und Elektronik. Er galt als Naturliebhaber.

## Werdegang
Bill Gore, Sohn von Dora Bain Clark (1887–1980) und Roscoe Blaine Gore (1885–1939), wurde 1912 im Ada County geboren. Über seine Jugendjahre ist nichts bekannt. Gore erhielt 1933 einen Bachelor of Science in Chemieingenieurwesen und 1935 einen Master of Science in Physikalischer Chemie an der University of Utah in Salt Lake City. Er heiratete 1935 seine Ehefrau Genevieve „Vieve“ Marie Walton (1913–2005), Tochter von Ethel May Arnold (1886–1976) und Thaddeus Walton (1892–1983). Das Paar hatte fünf Kinder: Robert W., Susan, Ginger, David und Elizabeth. Gore arbeitete im Laufe der Jahre bei American Smelting and Refining Company, Remington Arms und DuPont. Sein Interesse galt der Kunststofftechnik, den Einsatzmöglichkeiten von statistischen Methoden bei Experimenten und den Methoden zu Operations Research. Er verließ 1957 DuPont, um elektronische Flachbandkabel für den Einsatz in Computern herzustellen, welche mit Polytetrafluorethylen (PTFE) isoliert waren. Zusammen mit seiner Ehefrau gründete er dafür 1958 das Unternehmen W. L. Gore & Associates in der Garage ihres Hauses in Newark (Delaware). Einer der Schlüsselprozesse betreffend der Verarbeitung von PTFE wurde 1957 durch ihren Sohn Robert vorgeschlagen, der damals Sophomore am College war. Bis 1960 stiegen die Aufträge für ihr MULTI-TET-Flachbandkabel, speziell ein Vertrag der Denver Water Company führte zur Errichtung einer separaten Produktionsstätte.
Unter Bill Gores Führung wuchs das Unternehmen von einem bescheidenen Geschäft zu einem internationalen Konzern, bestens bekannt für sein wasserdichtes, atmungsaktives Gore-Tex-Gewebe. Heute verfügt das Unternehmen über ein breites Portfolio von Produkten auf Basis von PTFE, welches Kabel für elektronische Signalübertragung, medizinische Implantate und Verbundstoffe mitumfasst.
Bill Gore war bis zu seinem Rücktritt 1976 Präsident von W. L. Gore & Associates, welcher zugunsten seines Sohnes Robert geschah. Bis zu seinem Tod war Gore Vorsitzender des Vorstands. Er verstarb im Juli 1986, im Alter von 74 Jahren, an den Folgen eines Herzinfarkts während er auf einer Rucksacktour auf der Wind River Range in Wyoming war.

## Auszeichnungen und Ehrungen
Bill Gore erhielt zahlreiche Unternehmens-, Erziehungswissenschafts- und Gemeindeauszeichnungen, einschließlich einer University of Delaware Medal of Distinction (1983) und eines Ehrendoktortitels in Geisteswissenschaften (1971) vom Westminster College. 1985 erhielt Bill Gore den Prince Philip Award für Polymere im Dienst der Menschheit, womit Gores Abteilung für Medizinprodukte geehrt wurde. Die Auszeichnung wird für Polymeren vergeben, die einen wesentlichen Dienst für die Menschheit bieten. Gore wurde 1990 posthum in die Plastics Academy Hall of Fame aufgenommen. 2012 zählte man ihn zu den 50 einflussreichsten Delawarern der letzten 50 Jahre.